# 鍋島淳裕
鍋島 淳裕（なべしま あつひろ）は、日本の撮影監督。

## 経歴
福島県に生まれる。『スター・ウォーズ』を見たことがきっかけで、映画の世界を志すようになる。中央大学文学部を卒業。
これまでに手がけた作品には「ナミヤ雑貨店の奇蹟」「ひとよ」「護られなかった者たちへ」「ラーゲリより愛を込めて」「愛にイナズマ」などがある。

## フィルモグラフィ

### 映画
- BLUE FAKE ブルーフェイク（1998年）
- PAIN ペイン（2001年）
- CROSS（2001年）
- 東京・ざんすっ（2001年）
- マブイの旅（2002年）
- 黄龍 イエロードラゴン（2003年）
- 雪月花（2003年）
- Movie Box-ing ムービーボクシング（2003年）
- 殺人ネット（2004年）
- is-A　イズ・エー（2004年）
- TOKYO NOIR　トウキョーノワール（2004年）
- YUMENO（2005年）
- メールで届いた物語　(2005年)
- ボーイ・ミーツ・プサン（2006年）
- ラザロ　LAZARUS（2007年）
- そして春風にささやいて（2007年）
- ひいろ（2007年）
- 天まであがれ!!（2007年）
- スピードマスター（2007年）
- ユメ十夜（2007年）
- 泪壺（2008年）
- ニュータイプ ただ、愛のために（2008年）
- トミカヒーロー レスキューフォース 爆裂MOVIE マッハトレインをレスキューせよ!（2008年）
- ひぐらしのなく頃に　誓（2009年）
- 僕らは歩く、ただそれだけ（2009年）
- 雷桜（2010年）
- ヘヴンズ ストーリー（2010年）
- 愛するとき、愛されるとき（2010年）
- 死刑台のエレベーター（2010年）
- 軽蔑（2011年）
- アジアの純真（2011年）
- アントキノイノチ（2011年）
- 映画版 ふたりエッチ（2011年）
- 映画版 ふたりエッチ セカンド・キッス（2011年）
- EDEN（2012年）
- 戦争と一人の女（2013年）
- きいろいゾウ（2013年）
- キッズ・リターン 再会の時（2013年）
- I am ICHIHASHI 逮捕されるまで（2013年）
- 100回泣くこと（2013年）
- あいときぼうのまち（2013年）
- さよなら歌舞伎町（2014年）
- 娚の一生（2014年）
- ピース　オブ　ケイク（2015年）
- orange（2015年）
- 大地を受け継ぐ（2016年）
- 女が眠る時（2016年）
- なりゆきな魂、（2017年）
- PとJK（2017年）
- 心が叫びたがってるんだ。（2017年）
- 彼女の人生は間違いじゃない（2017年）
- ナミヤ雑貨店の奇蹟（2017年）
- ママレード・ボーイ（2018年)
- 友罪（2018年）
- となりの怪物くん（2018年）
- 菊とギロチン（2018年）
- 響 -HIBIKI-（2018年）
- 楽園（2019年）
- ひとよ（2019年）
- 子供たちをよろしく（2020年）
- 護られなかった者たちへ（2021年）
- ノイズ（2022年）
- 夕方のおともだち (2022年)
- 母性（2022年)
- ラーゲリより愛を込めて（2022年)
- 愛にイナズマ（2023年）
- 少年と犬 (2025年)

### テレビドラマ
- スカイハイ（テレビ朝日）
- ティアーズ（テレビ朝日）
- おかしな2人（フジテレビ）
- アリバイの彼方に4（フジテレビ）
- 壊れた脳（フジテレビ）
- 魔弾戦記リュウケンドー（2006年1月 - 12月、テレビ東京）
- トミカヒーロー レスキューフォース（2008年4月 - 2009年3月、テレビ東京）
- ソドムの林檎～ロトを殺した娘たち（2013年、WOWOW)
- 三面記事の女たち（2015年、フジテレビ）
- 裸の大将 宮崎の鬼が笑うので（フジテレビ）
- 裸の大将　女心が噴火するので（フジテレビ）
- 警視庁三ツ星刑事　佐々木丈太郎1．2（フジテレビ）
- ストレンジャー6
- 潔癖クンが行く（フジテレビ）
- 男の操（2017年、NHK）
- スイッチ (テレビ朝日のテレビドラマ)（2020年　テレビ朝日）
- きのう何食べた？（2019年、テレビ東京）
- あざとくて何が悪いの?（テレビ朝日）
- きのう何食べた？シーズン2（2023年、テレビ東京）
- 生きとし生けるもの（2024年、テレビ東京）

### 配信ドラマ
- 眠れぬ真珠（2015年 dTV）
- 火花（2016年 Netflix)
- モダンラブ・東京　エピソード2（2022年 amazon prime)
- ゼロの音（2023年 Fulu）
- フクロウと呼ばれた男（2024年 ディズニープラス）
- 極悪女王（2024年 Netflix）

### CM
- パナホーム
- 味の素Cook Do（2008年）
- ジョージア　ホットコーヒー（配信）
- カゴメ　スムージー（2019年）
- ファンタプレミアム（2020年）
- マクドナルドてりたま（2021年）
- ミサワホーム（2023年）
- 濃いお茶（2024）

### PV
- 舞花「心」
- KinKI Kids「まだ涙にならない悲しみが」
- 前田敦子「Selfish」
- VIXX（ヴィックス）「花風」
- 上白石萌音「一縷」